# Matteo dei Libri
Matteo dei Libri, in latino Matthaeus de libris (Bologna, 1214 – Bologna, 1275), è stato un notaio e scrittore italiano.
È noto per aver composto quattro opere di ars dictandi.

## Biografia
Matteo, figlio del libraio Alberto da Segalara, nacque a Bologna nel 1214.
Nella città natale seguì probabilmente i corsi di ars notaria di Ranièro da Perugia. Frequentò anche corsi di ars dictandi.
Dal 1232, ricevuta la nomina dall'imperatore Federico II, poté esercitare la professione di notaio a Bologna.
Oltre all'attività lavorativa si dedicò alla didattica. Tenne corsi di ars notaria e ars dictandi, di cui si trovano riferimenti nelle sue opere.
Il 13 aprile 1275 fece redigere il suo testamento, nel quale nominò i poveri suoi eredi. Morì a Bologna nello stesso mese.

## Opere
Sono note tre opere in latino del Libri riguardanti l'ars dictandi:
- Summa dictaminis: La prima Summa dictaminis è un breve testo, scritto probabilmente in età giovanile. Consiste in un elenco di regole per la composizione di lettere, accompagnato da alcuni modelli.

- Doctrina salutationum: È un trattato teorico riguardante gli esordi delle lettere.

- Summa dictaminis: La seconda Summa dictaminis è un testo della maturità. È composta da un proemio seguito da 355 esempi di missive con le relative risposte.

E un'opera in volgare:
- Dicerie: Raccolta di 66 dicerie.